# Willi Seroski
Michael Fritz Helmut Wilhelm „Willi“ Seroski (* 16. September 1874 in Stettin; † 22. März 1947 in Eckardtsheim) war ein deutscher Kommunalpolitiker (DDP). Zwischen 1920 und 1933 amtierte er als Landrat des Kreises Darkehmen in der preußischen Provinz Ostpreußen.

## Leben

### Herkunft und Privatleben
Er kam 1874 als Sohn eines Gerichtsvollziehers in Stettin, der Hauptstadt der preußischen Provinz Pommern, zur Welt. Am 27. Dezember 1905 heiratete er die Kaufmannstochter Luise Falk (1881–1946) aus Anklam; das Paar bekam drei gemeinsame Kinder.

### Berufliche Karriere und Flucht
Seroski arbeitete zunächst als Gerichtssekretär. Zwischen 1907 und 1910 amtierte er als Bürgermeister der Ortschaft Jacobshagen im pommerschen Kreis Saatzig und im November 1910 wurde er für eine zwölfjährige Amtszeit zum Bürgermeister der Stadt Saalfeld im Kreis Mohrungen (Provinz Ostpreußen) gewählt. Schließlich ernannte ihn der ostpreußische Oberpräsident Ernst Siehr 1919 zum Landrat des Kreises Darkehmen. Dieses Amt trat Seroski 1920 an und übte es etwa 13 Jahre lang aus, wobei er als „unbestechlicher, gewissenhafter preußischer Beamter von nobler Gesinnung“ galt. Als Mitglied der Deutschen Demokratischen Partei (DDP) verlor er jedoch nach der Machtergreifung der Nationalsozialisten den politischen Rückhalt und gab seine Position Ende Februar 1933 auf. Zusammen mit seiner Familie verließ er wenig später Ostpreußen und siedelte sich in seiner Heimatstadt Stettin an.
Nachdem das dortige Wohnhaus während des Zweiten Weltkrieges im Zuge eines alliierten Luftangriffs am 18. August 1944 komplett zerstört worden war, wich die Familie in das weiter südlich gelegene hinterpommersche Ackerbürgerstädtchen Bahn im Kreis Greifenhagen aus. In Anbetracht des Vormarsches der sowjetischen Roten Armee floh man dann Mitte Februar 1945 zunächst gen Nordwesten nach Anklam. Dort starb Willi Seroskis Ehefrau im April 1946 an Unterernährung. Er selbst gelangte mit einem Krankentransport nach Eckardtsheim nahe Bielefeld in der westdeutschen Region Ostwestfalen-Lippe, wo er im März 1947 in einem Flüchtlingsheim im Alter von 72 Jahren verstarb.